# هجوم جروي
هجوم جروي هو هجوم نفذته حركة الشباب في مدينة جروي العاصمة الإدارية لولاية بونتلاند شمال شرق الصومال، استهدفت فيه حافلة تابعة للأمم المتحدة، وأدوى الهجوم بحياة ما بين 7 و10 أشخاص، بينهم المهاجم وأربعة من موظفي اليونيسف، وأعلنت حركة الشباب مسؤوليتها عن الانفجار، وعينت حكومة بونتلاند فيما بعد لجنة حكومية للتحقيق في الظروف المحيطة بالهجوم، كما اعتقلت أكثر من عشرة مشتبه بهم.

## رؤية عامة
في 20 أبريل 2015، زرع مسلحون قنبلة في حافلة تابعة للأمم المتحدة في مدينة جروي، العاصمة الإدارية لولاية بونتلاند المتمتعة بالحكم الذاتي في الصومال، وبحسب العقيد في قوات الشرطة علي صلاد، فقد أسفر الهجوم عن مقتل سبعة عمال على الأقل في الانفجار، بينهم ثلاث مواطنين صوماليين وكينيين اثنين وأفغاني وأوغندي، وكان أربعة من القتلى يعملون مع اليونيسف، كما أشار قائد الشرطة أحمد عبد الله سمتر إلى أن المهاجم كان من بين القتلى. بالإضافة إلى ذلك، أشار الممثل الخاص للأمم المتحدة في الصومال نيكولاس كاي، إلى وجود حارسين بين القتلى، وتشير تقارير شهود غير مؤكدة إلى مقتل 10 أشخاص، وإصابة أربعة مواطنين صوماليَّين، وأمريكي، وسيراليوني، وكيني، وأوغندي، وأشار يوسف علي الضابط في قوات الشرطة إلى أن العبوة الناسفة كانت موضوعة تحت أحد مقاعد السيارة وتم تفجيرها عن طريق التحكم عن بعد.
وأعلنت حركة الشباب في وقت لاحق مسؤوليتها عن الهجوم عبر محطتها الإذاعية، وأدان كل من الرئيس الصومالي حسن شيخ محمود و السفير نيكولاس كاي، ونائب رئيس بونتلاند عبد الحكيم عبد الله حاج عمر التفجير كما بعثوا بتعازيهم لأسر الضحايا. وأشار الرئيس حسن شيخ إلى أن هجمات الحركة التي تستهدف الأهداف الصغيرة والسهلة تثبت أن حركة الشباب تقترب من نهايتها، وحث على اليقظة والتعاون مع قوات الأمن في بونتلاند لضمان استمرار عملية إعادة الإعمار والتنمية على مستوى البلاد. ووصف نائب رئيس بونتلاند عبد الحكيم الانفجار بعديم الجدوى، مشيرا إلى أنه لن يعرقل استقرار المنطقة، وعينت حكومة فيما بعد لجنة حكومية مكونة من خمسة أعضاء للتحقيق في الهجوم.
في 25 أبريل ألقت قوة الشرطة في بونتلاند القبض على أكثر من اثني عشر شخصًا على صلة بالهجوم الذي استهدف شاحنة تابعة للأمم المتحدة، وصرح قائد قوات الشرطة بمحافظة نوجال العقيد أحمد عبد الله سمتر، أن المشتبه بهم تعرضو للاستجواب في مقر الشرطة، مشيرا إلى أن نتائج التحقيق أحيلت إلى لجنة رقابية، وأن الوضع الأمني مستقر، ومن المقرر إنشاء مراكز جديدة للشرطة.